# Damesleesmuseum

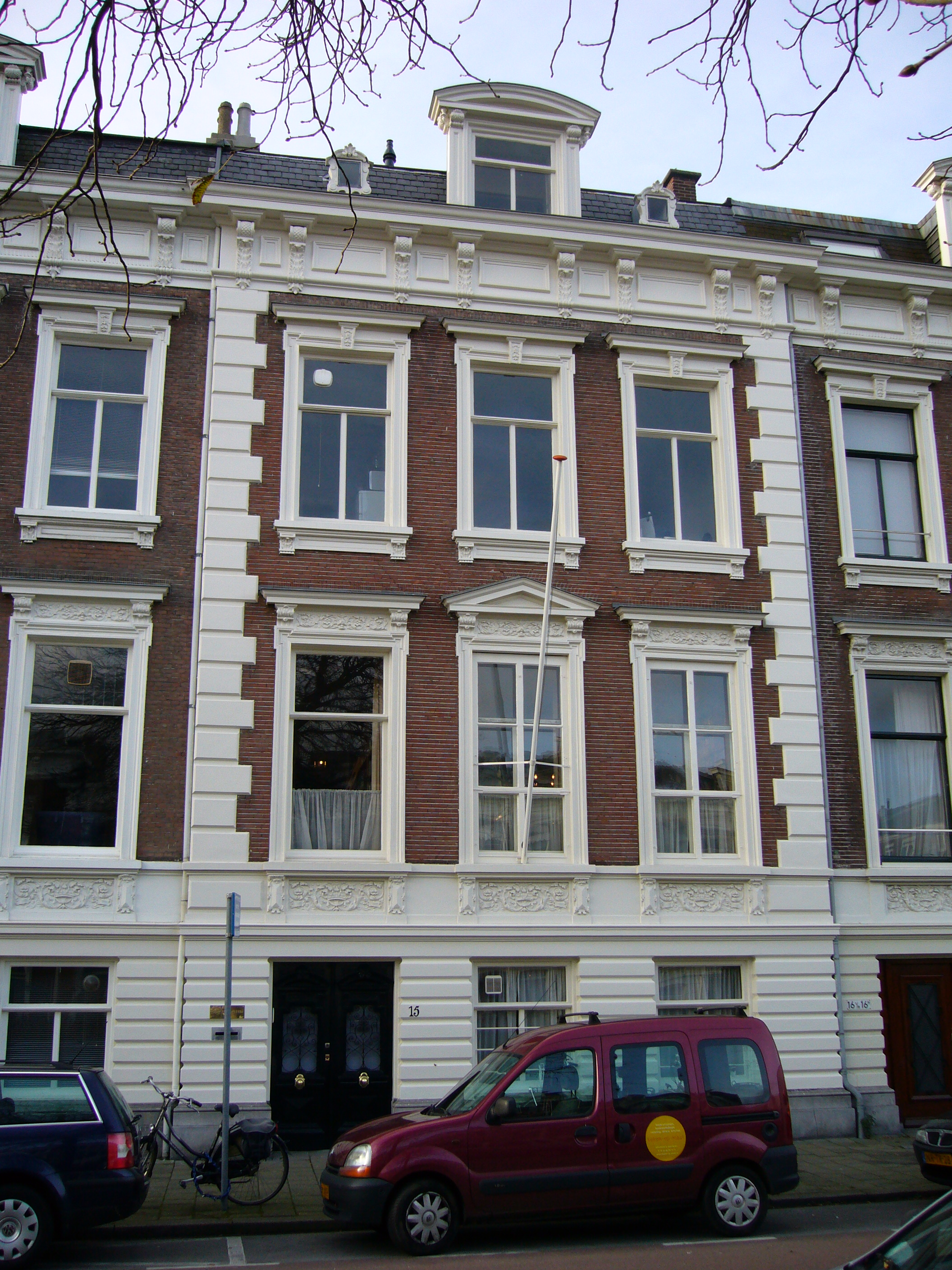
Damenleesmuseum, Nassauplein 15

Das Damesleesmuseum (DLM) („Damenlesemuseum“) ist eine 1894 gegründete Spezialbibliothek, ein Lesezirkel mit eigenen Räumlichkeiten und eigener Sammlung in Den Haag und eine der größten Privatbibliotheken in den Niederlanden, deren Mitgliedschaft lange Zeit auf Frauen beschränkt war.

## Geschichte
Anfang 1893 schlug Anna Bienfait, die durch ihre Nichte Betsy Bienfait das seit 1877 bestehende Amsterdamer Leesmuseum voor Vrouwen kannte, die Gründung eines Lesemuseums für Frauen auch in Den Haag vor. Auf Grund des geringen Interesses bildete sich im Mai 1893 zunächst nur der Lesezirkel „Mei 1893“ aus einer Gruppe von zwölf Frauen aus der oberen Mittelschicht. Am 15. Mai 1894 wurde das Damesleesmuseum in der Noordeinde in einem angemieteten Raum über dem Kurzwarengeschäft „De Katoenbaal“ als Bibliothek für Frauen offiziell gegründet. Es folgte damit einer Entwicklung innerhalb der ersten Welle des Feminismus, während der sich Lesegesellschaften und Studienklubs speziell für Frauen als Teil von vielen neuen Frauenorganisationen in der zweiten Hälfte des 19. Jahrhunderts in Europa und den Vereinigten Staaten von Amerika bildeten. Damit schufen die Frauen eigene Orte für „sinnvolle Erholung“ und Bildung, da die meisten bestehenden Lesegesellschaften, Lesemuseen und Lesezirkel ausschließlich Männern vorbehalten waren und die Bücherauswahl in den gewerblichen Leihbibliotheken in den Niederlanden sehr beschränkt war. Viele Mitglieder und Frauen des Vorstands, unter anderem Margaretha Meyboom, Anna Bienfait, Marie Jungius, Cécile de Jong und Margaretha Gallé, waren in der Organisation der 1898 in Den Haag stattfindenden „Nationale Tentoonstelling van Vrouwenarbeid“ (Nationale Ausstellung der Frauenarbeit) engagiert, die als einer der Höhepunkte der ersten feministischen Welle in den Niederlanden galt. Das Leesmuseum als Organisation war ebenfalls Teil der Ausstellung. Die Mitgliedschaft im Damesleesmuseum war auf Frauen beschränkt.

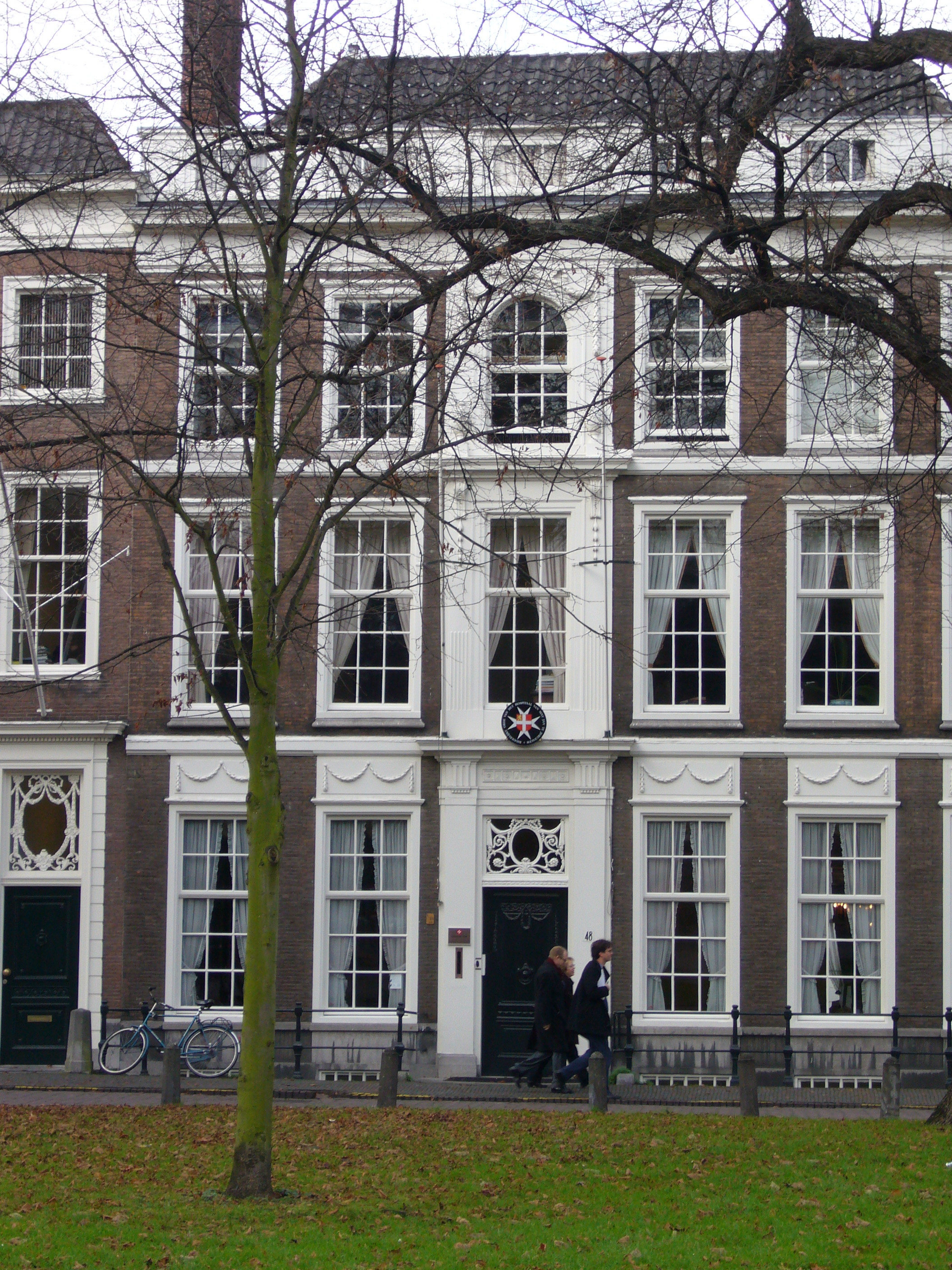
Lange Voorhout 48

In den 1920er Jahren zog das Damesleesmuseum wegen Platzmangel in ein Gebäude an der Lange Voorhout 48 um. Das Damesleesmuseum ermöglichte seinen Mitgliedern die Lektüre aktueller Zeitschriften, Broschüren und Bücher. Es begann 1894 mit 140 Mitgliedern, hatte 1904 516 Mitglieder und zählte 1929 bereits 1478 Mitglieder. Zu dieser Zeit fungierte es auch als Frauenclub mit vielfältigen Angeboten, der neben der umfangreichen Bücher- und Zeitschriftensammlung die Möglichkeit bot, literarische Vorträge und Kurse zu besuchen, Bridge zu spielen und das Mittagessen einzunehmen. Darüber hinaus war die Schilderessenvereniging ODIS, eine Vereinigung von Malerinnen, Mitglied des Damesleesmuseums und es wurden Tagungsräume an verschiedene Frauenvereine vermietet, darunter auch an die Vereniging voor Vrouwenkiesrecht (Verein für Frauenwahlrecht).
1941 sank die Mitgliederzahl auf 1062. Während des Zweiten Weltkriegs wurde die Bibliothek von den deutschen Besatzern geschlossen, die Sammlung beschlagnahmt und größtenteils als Bibliothek für den Nationalen Rundfunk in Hilversum genutzt.
Nach dem Krieg wurde das Damesleesmuseum wieder aufgebaut, nachdem die meisten Bücher wieder zurückgegeben worden waren, und nahm mit 350 Mitgliedern erneut seine Tätigkeit auf. Es fand 1950 seinen endgültigen Platz in zwei Etagen am Nassauplein, einem ehemaligen Wohnhaus, das vom Architekt L.C.J. de Zwaan entworfen und von 1879 bis 1880 errichtet wurde. Das Gebäude ist als Gemeentelijk monument in der Liste der Gemeindedenkmale in Den Haag verzeichnet. Die Mitgliederzahl stieg bis 1952 auf 1125. Bis 1985 war die Mitgliederzahl auf etwa 300 abgesunken, erholte sich aber in den 1990er Jahren auf etwa 600, darunter 60 männliche Mitglieder, denen ab 1974 der Beitritt gestattet wurde. 2023 belief sich die Mitgliederzahl auf etwa 400.

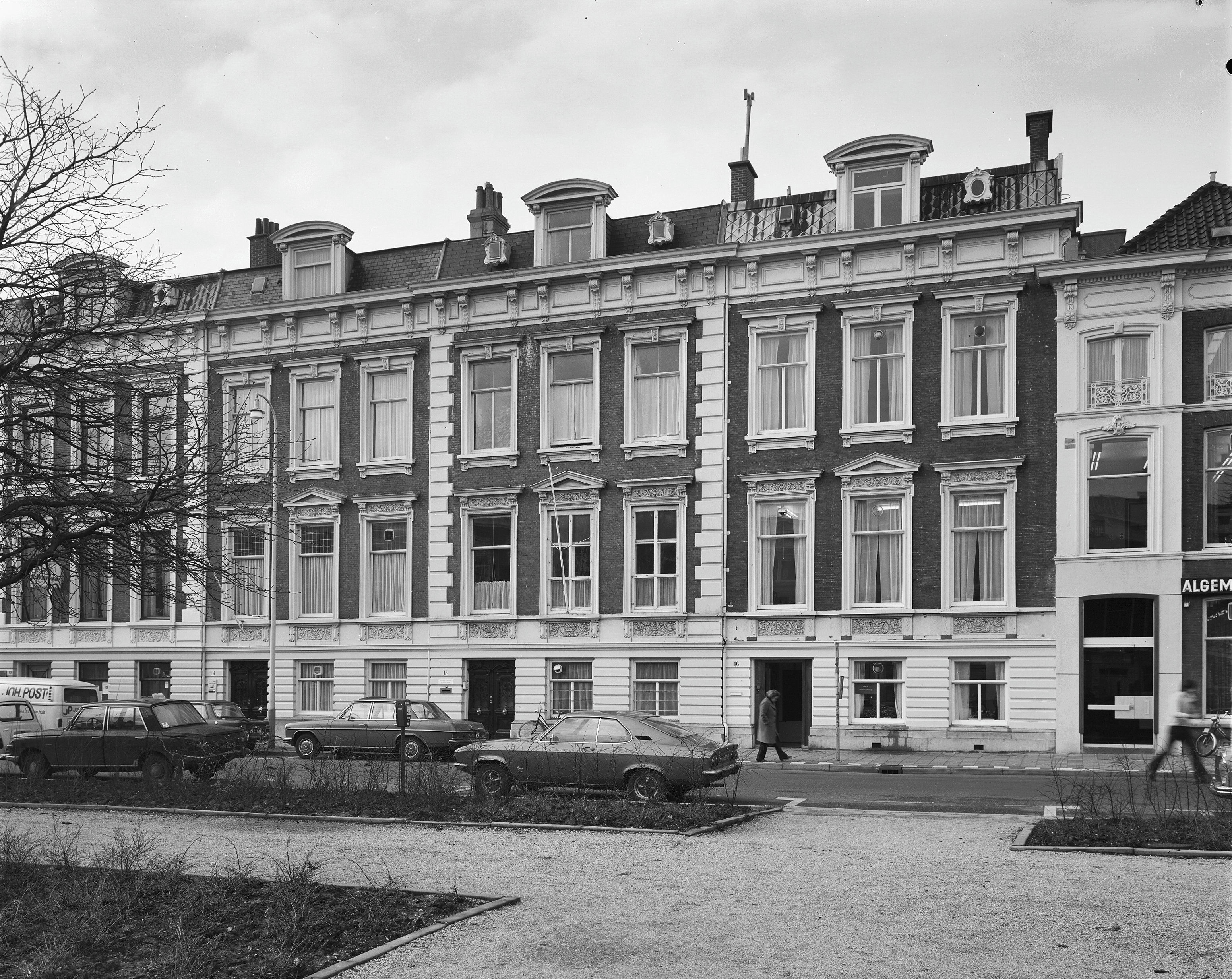
Nassauplein 14-15-16
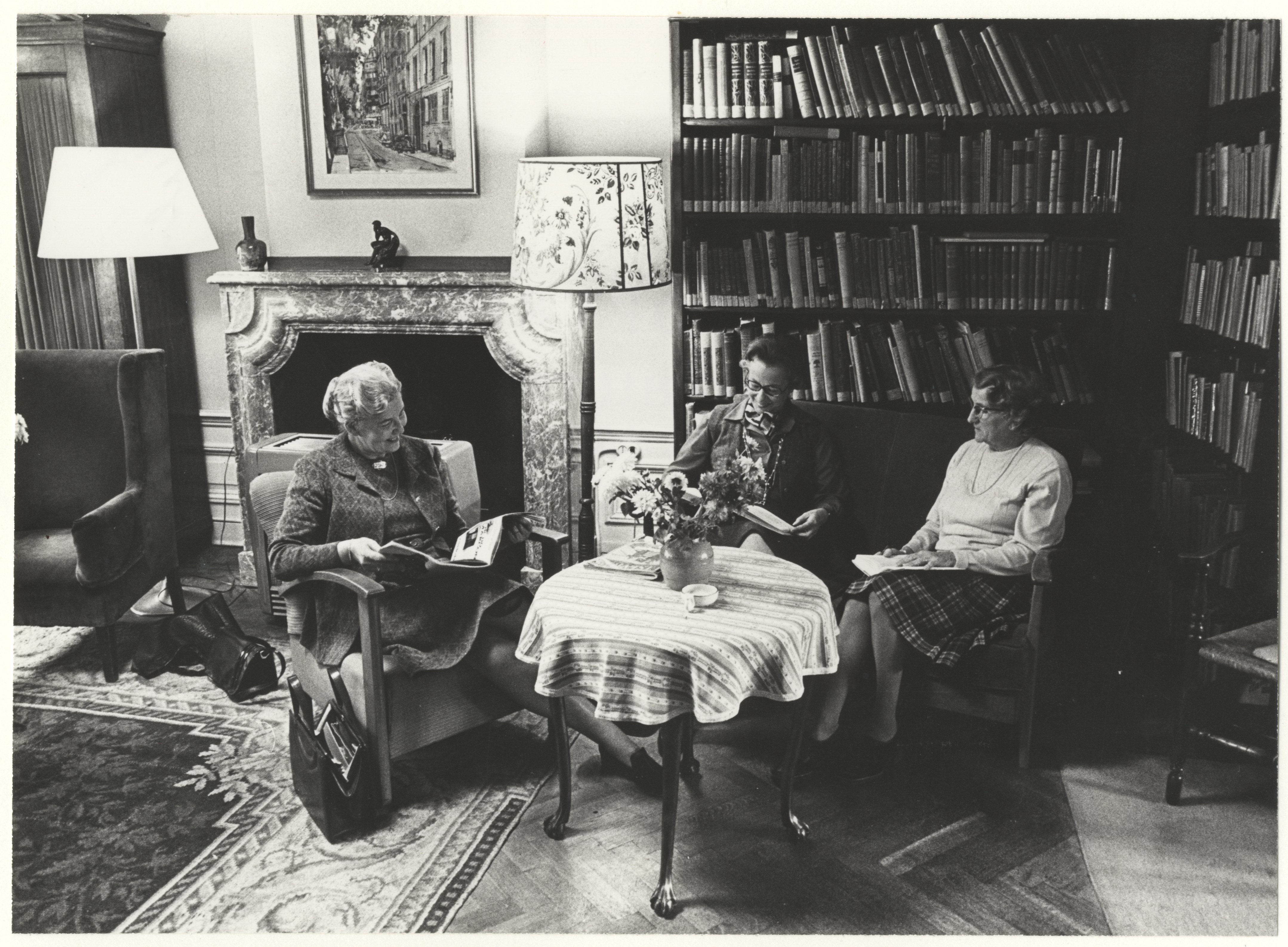
1974
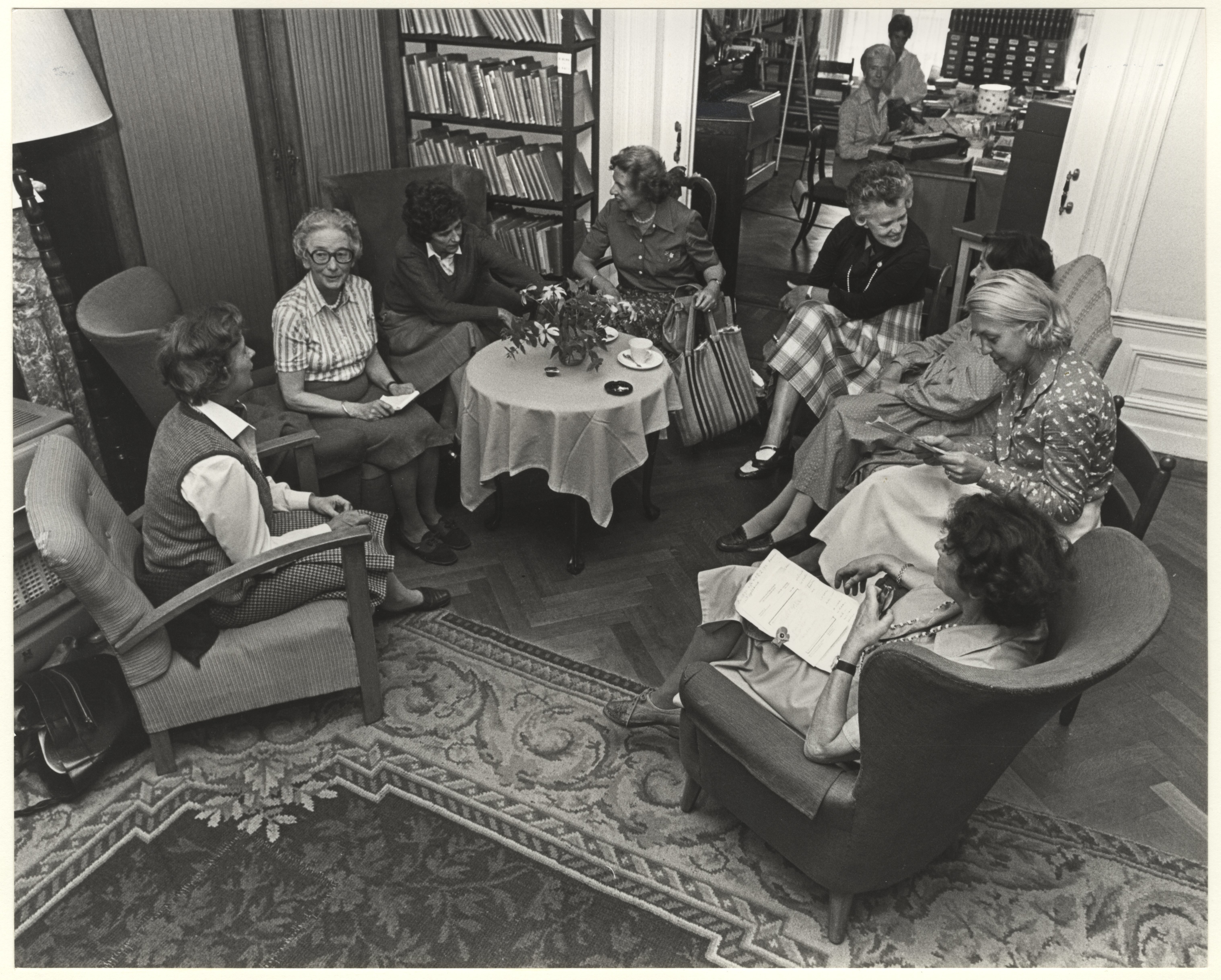
1980
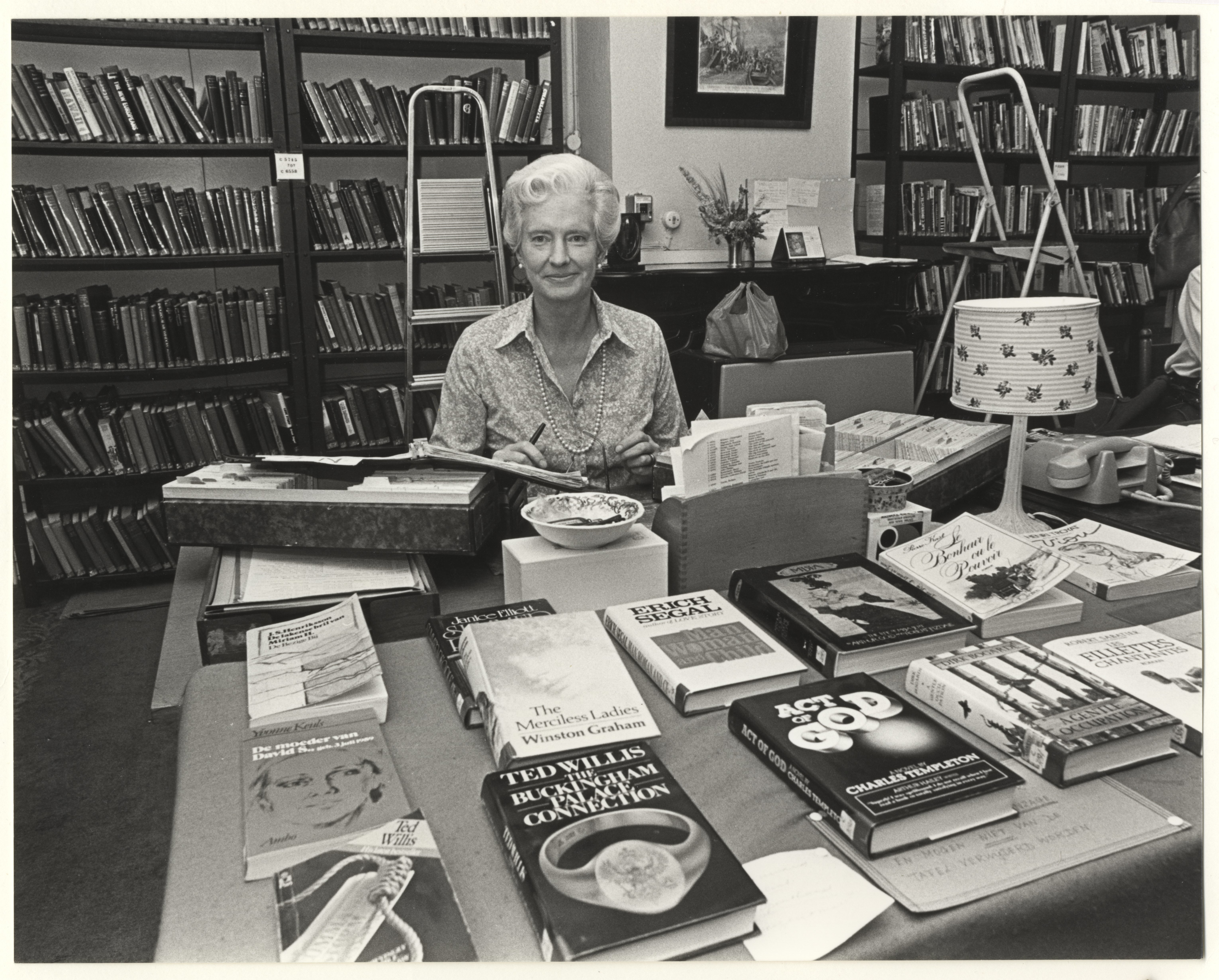
1981

## Sammlung
Über die Aufnahme eines Buches entschied und entscheidet immer noch eine aus etwa 15 Mitgliedern bestehende „Lesekommission“, von denen je zwei Ausschussmitglieder ein Buch prüften. Bei Uneinigkeit las eine dritte Person das Buch und entschied über den Kauf. Die Mitglieder hatten ein Mitspracherecht beim Kauf von Büchern und Zeitschriften, indem sie ihre Präferenzen in einer Wunschliste angaben. Die Sammlung war thematisch breit gefächert und unabhängig von der aktuellen Literaturkritik ausgewählt. Die wenigen Beschwerden bezogen sich auf die politische Ausrichtung eines Buches oder auf zu erotische Passagen.
Neben kanonischen Büchern, wie den Werken von Dickens, Shakespeare, Eliot oder den Brontë-Schwestern, umfasste die Sammlung auch „leichte Lektüre“, wie etwa Romane von Mrs. Oliphant, Anna Sewell und Marie Corelli, Rhoda Broughton, Wilkie Collins, Thomas Hardy sowie Sachbücher zu gesellschaftlichen Fragen, Frauenarbeit oder der Stellung der Frau. Seit seiner Gründung kaufte das Damesleesmuseum auch Bücher von Autorinnen, die nicht unbedingt öffentlich positiv besprochen worden waren und deren Protagonistinnen den Typus der Neuen Frau verkörperten. Die Popularität dieser Romane im Damesleesmuseum gründete auf der Darstellung von Eigenschaften und Idealen, die von den Mitgliedern geteilt wurden. „Annahmen über angemessenes weibliches Verhalten wurden sowohl durch die Gründung einer Frauenbibliothek als auch durch die Auswahl einer eigenen Literatur dekonstruiert“. Größtenteils handelte es sich um Bücher auf Englisch, wie etwa von Grant Allen, Mona Caird, George Egerton, Sara Grand, Beatrice Harraden, Olive Schreiner und Humphry Ward. Die Zeitschriften befassten sich mit Literatur, Politik, Kunst und Feminismus.
Neben Büchern auf Niederländisch waren auch fremdsprachige Werke auf Englisch, Französisch und Deutsch verfügbar. Noch bis 1964 erwarb die Bibliothek auch Bücher auf Italienisch und in skandinavischen Sprachen. Dies gründete einerseits auf dem Gedanken, dass ein Buch möglichst in der Originalsprache gelesen werden sollte, und andererseits darauf, dass die Leserinnen so ihre Fremdsprachenkenntnisse verbessern konnten. Zur Auswahl standen realistische und naturalistische Werke, unter anderem von Louis Couperus, Frederik van Eeden, Lodewijk van Deyssel, Emile Zola, Leo Tolstoi und Henrik Ibsen. Zwischen 1894 und 1900 wurden 455 Bücher in niederländischer, 350 in englischer, 206 in französischer, 139 in deutscher und 12 in italienischer Sprache angeschafft.
2009 umfasste der Bibliotheksbestand rund 40.000 Bände und hält 2023 3000 deutschsprachige Bücher vor. Die Sammlung wird jeden Monat durch eine Auswahl neu erschienener Bücher erweitert. Zudem stehen niederländische und ausländische Zeitschriften zur Verfügung. Da das Damesleesmuseum im Unterschied zu anderen Bibliotheken kaum Bücher entsorgt hat, sind in der Sammlung viele Alt- und Erstausgaben erhalten.